# Stolus buccalis
Stolus buccalis is een zeekomkommer uit de familie Phyllophoridae.
De wetenschappelijke naam van de soort werd in 1855 gepubliceerd door William Stimpson.